# Ходжорни
Ходжорни (груз. ხოჯორნი) — село в Грузии, на территории Марнеульского муниципалитета края (мхаре) Квемо-Картли.

## География
Село находится в юго-восточной части Грузии, на северном склоне Сомхетского хребта, вблизи государственной границы с Арменией, на расстоянии приблизительно 27 километров (по прямой) к юго-западу от города Марнеули, административного центра муниципалитета. Абсолютная высота — 852 метра над уровнем моря.

## Население
По результатам официальной переписи населения 2014 года в Ходжорни проживало 635 человек (308 мужчин и 327 женщин). В национальной структуре населения армяне составляли 76,2 %, азербайджанцы — 21,4 %.
| Год  | Население, человек |
| ---- | ------------------ |
| 2002 | 842                |
| 2014 | ↘ 635              |